# 香港大師
《香港大師》（英語：Hong Kong Master）是一部2017年的香港數碼龐克科幻動作電影，由梁仲文執導，宋健君監製，李頌仁（恐懼鳥）編劇。主演是張進翹、譚淇淇和曾樂彤。

## 演員
- 張進翹 飾 陳浩東
- 譚淇淇 飾 大大粒
- 曾樂彤 飾 KK
- 爆胎占@衝三小 飾 豆皮
- 肥仔釘@衝三小 飾 雞爺
- 提子駿@衝三小 飾 天狗
- 李文揚 飾 烏鴉
- 賴水清 飾 香港大師
- SAM哥 飾 李正升（李Sir）
- 鄭文輝 飾 工人褲大哥
- 譚洛汶 飾 洗車妹阿貓
- 大石 飾 車房老闆
- 伍國明 飾 政府高官